# مؤسسة B612
مؤسسة (B612) (بالإنجليزية: B612 Foundation)‏ هي مؤسسة خاصة غير ربحية مقرها في ميل فالي - كاليفورنيا، الولايات المتحدة، مكرسة لعلوم الكواكب والدفاع الكوكبي ضد الكويكبات وغيرها من تأثيرات الأجسام القريبة من الأرض، يقودها بشكل أساسي علماء ورواد فضاء سابقون ومهندسون من معهد الدراسات المتقدمة ومعهد أبحاث الجنوب الغربي وجامعة ستانفورد ووكالة ناسا وصناعة الفضاء.
وباعتبارها منظمة غير حكومية، فقد أجرت سطرين من الأبحاث ذات الصلة للمساعدة في اكتشاف الأجسام القريبة من الأرض التي يمكن أن تضرب الأرض يومًا ما، وإيجاد الوسائل التكنولوجية لتحويل مسارها لتجنب مثل هذه الاصطدامات. كما ساعدت رابطة مستكشفي الفضاء في مساعدة الأمم المتحدة على إنشاء الشبكة الدولية للتحذير من الكويكبات، فضلاً عن فريق استشاري لتخطيط البعثات الفضائية لتوفير الإشراف على بعثات انحراف الكويكبات المقترحة.
في عام 2012 أعلنت المؤسسة أنها ستصمم وتُبنى مرصدًا فضائيًا ممولًا من القطاع الخاص لاكتشاف الكويكبات، وهو تلسكوب (سنتينل) الفضائي على أن يتم إطلاقه في 2017 - 2018، بمجرد أن يتمركز في مدار حول الشمس حول الشمس مشابه لمدار كوكب الزهرة، فإن كاشف الأشعة تحت الحمراء فائق التبريد من (سنتينل) سيساعد في تحديد الكويكبات الخطرة وغيرها من الأجسام القريبة من الأرض التي تشكل خطر الاصطدام بالأرض، في ظل عدم وجود دفاع كوكبي جوهري مقدم من الحكومات في جميع أنحاء العالم، تقوم (B612) بحملة لجمع الأموال لتغطية مهمة الحارس، والتي تقدر بنحو 450 مليون دولار، لمدة 10 سنوات من التشغيل كان جمع الأموال بطيئًا للغاية، حيث تم جمع 3 مليون دولار أمريكيفي عامي 2012 و 2013، واعتبارًا من يونيو 2015 تعيد ناسا فحص اعتمادها على نهج القطاع الخاص في مهام مسح الأجسام القريبة من الأرض.
تم تسمية مؤسسة (B612) على اسم منزل الكويكب للبطل الذي يحمل اسم أنطوان دو سانت إكزوبيري في كتاب الأمير الصغيرعام 1943، في أبريل 2018 ذكرت مؤسسة (B612): أنه من المؤكد بنسبة 100٪ أننا سنُضرب بكويكب مدمر لكننا لسنا متأكدين بنسبة 100٪ متى سيحدث. في عام 2018 أيضًا، اعتبر الفيزيائي ستيفن هوكينغ، في كتابه الأخير إجابات مختصرة لأسئلة كبيرة، أن اصطدام كويكب هو أكبر تهديد للكوكب. وفي يونيو 2018 حذر المجلس الوطني الأمريكي للعلوم والتكنولوجيا من أن أمريكا غير مستعدة لحدث اصطدام كويكب، وقد طورت وأصدرت خطة عمل إستراتيجية التأهب للأجسام القريبة من الأرض للاستعداد بشكل أفضل. وفقًا لشهادة الخبراء في كونغرس الولايات المتحدة في عام 2013، ستحتاج ناسا إلى خمس سنوات على الأقل من التحضير قبل إطلاق مهمة لاعتراض كويكب.

## خلفية عن النشاط

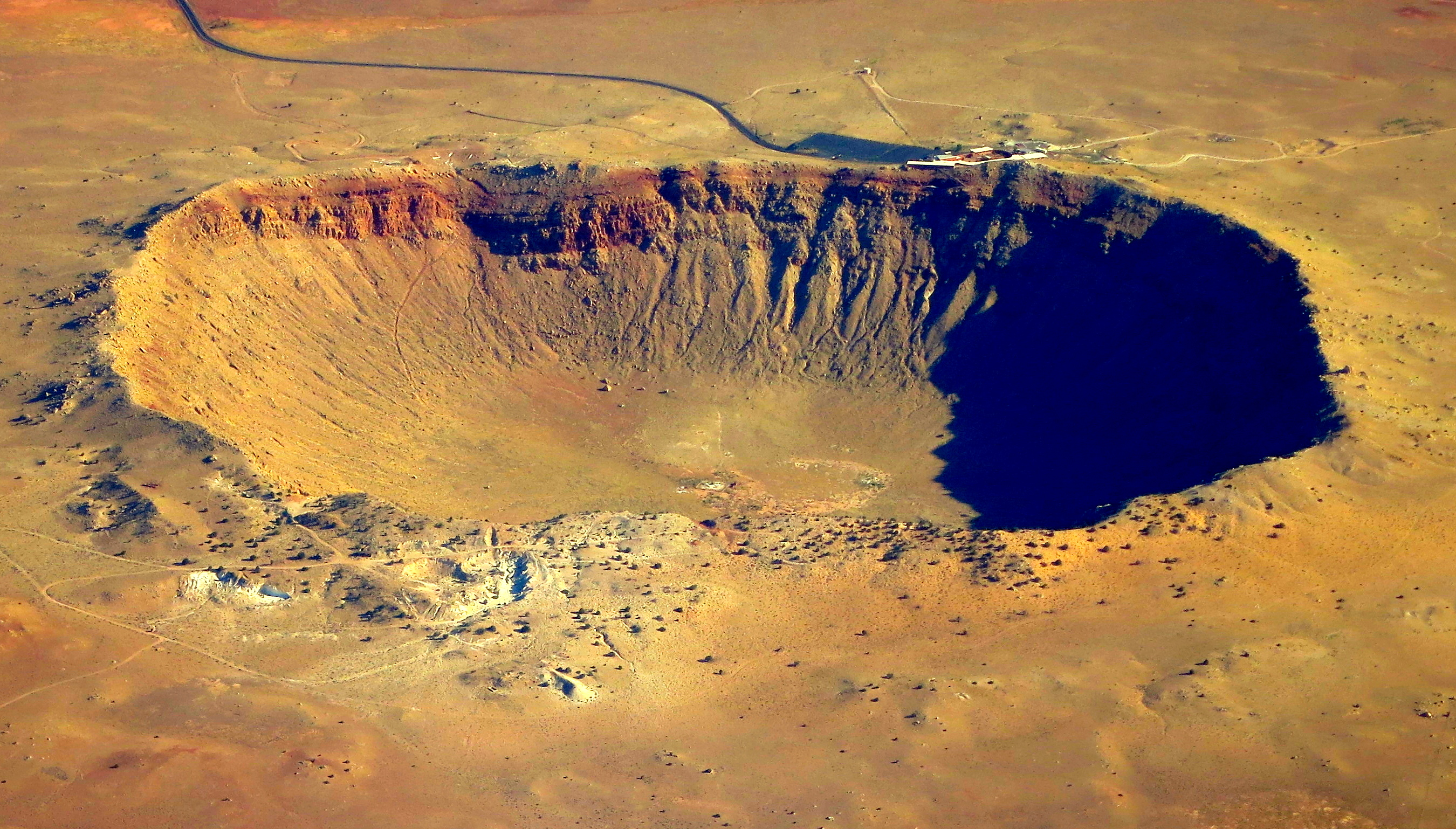
حفرة النيزك التي يبلغ عرضها 1200 متر في ولاية أريزونا بالولايات المتحدة، والتي نتجت عن اصطدام كويكب بقطر 46 مترًا. مركز الزوار مرئي خارج الحافة البعيدة.

عندما يدخل كويكب في الغلاف الجوي للكوكب، فإنه يُعرف باسم «النيزك»، ثم تسمى تلك التي تبقى على قيد الحياة وتسقط على سطح الأرض «النيازك»، فإنها عادةً ما تحترق أو تنفجر عالياً فوق الأرض على شكل كرات نارية، وغالبًا دون إشعار يذكر خلال فترة 24 ساعة في المتوسط، تجتاح الأرض حوالي 100 مليون جسيم من الغبار بين الكواكب وقطع من الحطام الكوني، يصل عدد ضئيل جدًا منها إلى الأرض على شكل نيازك.

كلما كانت الكويكبات أكبر حجمًا أو غيرها من الأجسام القريبة من الأرض، كلما قل تأثيرها على الغلاف الجوي للكوكب فالنيازك الكبيرة التي تُرى في السماء نادرة للغاية، بينما تكون النيازك المتوسطة الحجم أقل، والأشياء الأصغر كثيرًا تكون أكثر مكان مألوف، على الرغم من أن الكويكبات الصخرية غالبًا ما تنفجر عالياً في الغلاف الجوي، إلا أن بعض الأجسام وخاصة الشهب الحديدية والنيكل وأنواع أخرى تنزل بزاوية شديدة الانحدار، يمكن أن تنفجر بالقرب من مستوى الأرض أو حتى تصطدم مباشرة بالأرض أو البحر في ولاية أريزونا الأمريكية، فوهة بارينجر (المسمى رسميًا بارينجر كريتر) تشكلت في جزء من الثانية حيث تم رفع ما يقرب من 160 مليون طن من الحجر الجيري والصخور القاعدية، مما أدى إلى تكوين حافة فوهة البركان على التضاريس المسطحة سابقًا، كان الكويكب الذي أنتج فوهة بارينجر حوالي 46 متر (151 قدم) في الحجم، ومع ذلك فقد أثرت على الأرض بسرعة 12.8 كم/ث (29,000 ميل/س) وضربت بقوة تأثير تبلغ 10 ميغا طن من مادة تي إن تي (42 PJ) - حوالي 625 مرة أكبر من القنبلة التي دمرت مدينة هيروشيما خلال الحرب العالمية الثانية. يمكن أن تحدث تسونامي أيضًا بعد اصطدام كويكب متوسط الحجم أو أكبر بسطح المحيط أو أي جسم كبير آخر من المياه.

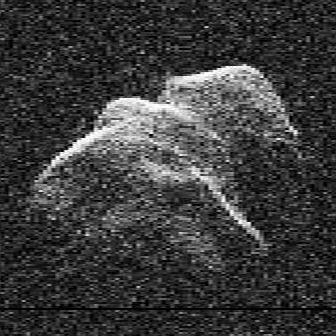
صورة رادارية للكويكب 4179 توتاتيس الذي يبلغ عرضه 2 كم تقريبًا، وهو أحد الأجسام العديدة التي يمكن أن تشكل تهديدًا كارثيًا شديدًا.

قدرت احتمالية اصطدام كويكب متوسط الحجم على غرار ذلك الذي دمر منطقة نهر تونجوسكا في روسيا عام 1908، بالأرض خلال القرن الحادي والعشرين بحوالي 30٪  نظرًا لأن الأرض حاليًا مأهولة بالسكان أكثر مما كانت عليه في العصور السابقة، فهناك خطر أكبر من وقوع إصابات كبيرة نتيجة اصطدام كويكب متوسط الحجم. ومع ذلك اعتبارًا من أوائل عام 2010، تم تحديد نصف نسبة 1% فقط من الأجسام القريبة من الأرض من نوع تونغوسكا بواسطة علماء الفلك باستخدام مسوحات التلسكوبات الأرضية.
تمت مقارنة الحاجة إلى برنامج للكشف عن الكويكبات بالحاجة إلى الاستعداد للرياح الموسمية والأعاصير والأعاصير، كما لاحظت مؤسسة (B612) وغيرها من المنظمات علنًا، من بين الأنواع المختلفة من الكوارث الطبيعية التي يمكن أن تحدث على كوكبنا، فإن ضربات الكويكبات هي الوحيدة التي يمتلك العالم الآن القدرة التقنية على منعها.
(B612) هي واحدة من عدة منظمات تقترح مسوحات ديناميكية مفصلة للأجسام القريبة من الأرض وتدابير وقائية مثل انحراف الكويكب،  وتشمل المجموعات الأخرى باحثين صينيين، ووكالة ناسا في الولايات المتحدة، ومتلافي اصطدام كويكبي في أوروبا، بالإضافة إلى مؤسسة سبيس جارد الدولية، في ديسمبر 2009 اقترح مدير وكالة الفضاء الاتحادية الروسية أناتولي بيرمينوف مهمة انحراف إلى كويكب أبوفيس 99942، والذي كان يعتقد في ذلك الوقت أنه يشكل خطر الاصطدام بالأرض.

### ورشة عمل انحراف الكويكب
نشأت المؤسسة من ورشة عمل غير رسمية مدتها يوم واحد حول استراتيجيات انحراف الكويكبات خلال أكتوبر 2001، والتي نظمها عالم الفيزياء الفلكية الهولندي بيت هت جنبًا إلى جنب مع الفيزيائي ورائد الفضاء الأمريكي آنذاك إد لو، والتي تم تقديمها في مركز جونسون للفضاء التابع لناسا في هيوستن، تكساس شارك عشرون باحثًا بشكل أساسي من مختلف منشآت ناسا بالإضافة إلى معهد ساوثويست للأبحاث غير الربحي، ولكن أيضًا من جامعة كاليفورنيا وجامعة ميشيغان ومعهد الدراسة المستقلة كانوا جميعًا مهتمين بالمساهمة في الإنشاء المقترح لقدرة انحراف الكويكب. كان من بين المشاركين في الندوة (رستي شويكارت) رائد فضاء سابق في أبولو و (كلارك تشابمان) عالم الكواكب.
من بين المهام البحثية التجريبية المقترحة التي تمت مناقشتها تغيير معدل دوران الكويكب، وكذلك تغيير مدار جزء واحد من زوج كويكب ثنائي،  بعد مناقشات المائدة المستديرة للندوة اتفقت ورشة العمل بشكل عام على أن السيارة المختارة اللازمة لصرف الكويكب سيتم تشغيلها بواسطة محرك بلازما أيوني منخفض الدفع. كان يُنظر إلى هبوط مركبة دافعة تعمل بمحرك بلازما تعمل بالطاقة النووية على سطح الكويكب على أنه أمر واعد، وهو اقتراح مبكر واجه لاحقًا عددًا من العقبات التقنية، كان يُنظر إلى المتفجرات النووية على أنها محفوفة بالمخاطر للغاية ولا يمكن التنبؤ بها لعدة أسباب، مما يستدعي الرأي القائل بأن تغيير مسار الكويكب برفق هو النهج الأكثر أمانًا ولكنه أيضًا طريقة تتطلب سنوات من التحذير المسبق لتحقيقها بنجاح.

## مشروع ومؤسسة (B612)
أنشأ المشاركون في ورشة عمل انحراف الكويكب في أكتوبر 2001 مشروع (B612) لمواصلة أبحاثهم قام شويكارت مع د. هت ولو وتشابمان بعد ذلك بتكوين مؤسسة (B612) في 7 أكتوبر 2002، هدفها الأول هو «تغيير مدار الكويكب بشكل كبير بطريقة خاضعة للرقابة». أصبح شويكارت وجهًا عامًا مبكرًا للمؤسسة وشغل منصب رئيس مجلس إدارتها. في عام 2010 كجزء من فرقة عمل مخصصة للدفاع الكوكبي، دعا إلى زيادة ميزانية ناسا السنوية بمقدار 250 مليون دولار إلى 300 مليون دولار على مدى 10 سنوات مع ميزانية صيانة تشغيلية تصل إلى 75 مليون دولار سنويًا بعد ذلك، في من أجل إجراء فهرسة كاملة للأجسام القريبة من الأرض (NEOs) التي يمكن أن تشكل تهديدًا للأرض، وكذلك تطوير قدرات تجنب الاصطدام بشكل كامل، ومن شأن هذا المستوى الموصى به من دعم الميزانية أن يسمح بما يصل إلى 10-20 سنة من الإنذار المسبق من أجل خلق نافذة كافية لانحراف المسار المطلوب.
تم تقديم توصياتهم إلى المجلس الاستشاري لوكالة ناسا، لكنهم فشلوا في النهاية في الحصول على تمويل من الكونجرس بسبب وكالة ناسا، التي تفتقر إلى تفويض تشريعي لحماية الكواكب، لم يُسمح لها بطلب ذلك  شعورًا بأنه سيكون من غير الحكمة الاستمرار في انتظار إجراءات حكومية موضوعية أو من الأمم المتحدة، بدأت (B612) حملة لجمع الأموال في عام 2012 لتغطية التكلفة التقريبية البالغة 450 مليون دولار أمريكي لتطوير وإطلاق وتشغيل فضاء اكتشاف الكويكبات تلسكوب، يُطلق عليه اسم (تلسكوب الفضاء الحارس)، بهدف جمع 30 إلى 40 مليون دولار سنويًا. سيكون هدف المرصد الفضائي هو إجراء مسح دقيق للأجسام القريبة من مدار مشابه لذلك الزهرة، وإنشاء فهرس ديناميكي كبير لهذه الأجسام التي من شأنها أن تساعد في تحديد تأثيرات الأرض الخطرة، والتي تعتبر مقدمة ضرورية لتركيب أي مهمة انحراف كويكب.
في مارس وأبريل 2013، بعد عدة أسابيع من وقوع انفجار نيزك في تشيليابينسك أسفر عن إصابة حوالي 1500 شخص، عقد الكونجرس الأمريكي جلسات استماع بشأن المخاطر والتأثيرات والحلول الخاصة بتهديدات الفضاء. لقد تلقوا شهادة من رئيس (B612) إد لو (انظر الفيديو على اليسار)، وكذلك الدكتور دونالد ك. يومانز، رئيس مكتب برنامج (NEO) التابع لناسا، والدكتور مايكل أهيرن من جامعة ميريلاند والرئيس المشارك لعام 2009 دراسة المجلس القومي للبحوث الأمريكية حول تهديدات الكويكبات وغيرها، ظهرت صعوبة اعتراض سريع لتهديد وشيك لكويكب على الأرض خلال الشهادة:
«اعادة /ستيوارت: ... هل نحن قادرون تقنيًا على إطلاق شيء يمكن أن يعترض كويكبًا بعد عامين من الإنذار المسبق؟ ... 
دكتور. أهيرن: لا... إذا كانت لدينا خطط مركبة فضائية في الكتب بالفعل، فسيستغرق ذلك عامًا ... أعني مهمة صغيرة نموذجية تستغرق أربع سنوات من الموافقة لبدء الإطلاق ...»
نتيجة لمجموعة من جلسات الاستماع التي عقدتها اللجنة الاستشارية لوكالة ناسا في أعقاب انفجار تشيليابينسك في عام 2013، بالتزامن مع طلب البيت الأبيض لمضاعفة ميزانيته، تمت زيادة تمويل برنامج الأجسام القريبة من الأرض التابع لوكالة ناسا إلى 40.5 مليون دولار سنويًا، وقد تمت زيادته سابقًا إلى 20.5 مليون دولار سنويًا في السنة المالية 2012 (حوالي 0.1 ٪ من الميزانية السنوية لناسا في ذلك الوقت)، من متوسط يبلغ حوالي 4 ملايين دولار سنويًا بين عامي 2002 و 2010.

### إعادة تقييم مخاطر الكويكب
في يوم الأرض 22 أبريل 2014 قدمت مؤسسة (B612) رسميًا تقييمًا منقحًا حول وتيرة أحداث التأثير من النوع «القاتل للمدينة»، استنادًا إلى البحث الذي قاده عالم الكواكب الكندي بيتر براون من جامعة غرب أونتاريو مركز علوم الكواكب والاستكشاف،  تم استخدام تحليل دكتور براون انفجار جوي بقوة 500 كيلو طن فوق تشيليابينسك وخطر محسّن من تأثيرات صغيرة، المنشور في مجلات العلوم والطبيعة، لإنتاج فيديو قصير بالكمبيوتر المتحرك تم تقديمه إلى وسائل الإعلام في متحف سياتل للطيران.
عرض مقطع الفيديو الذي يقارب مدته نصف دقيقة كرة أرضية دوارة بنقاط تأثير حوالي 25 كويكبًا أكثر من قياس واحد، وما يصل إلى 600 كيلوطن من قوة الانفجار، والتي ضربت الأرض من عام 2000 إلى عام 2013 للمقارنة، القنبلة النووية التي تدمير هيروشيما كان يعادل حوالي 16 كيلوطن من قوة انفجار مادة تي إن تي، من بين تلك الصدمات بين عامي 2000 و 2013، كانت ثمانية منها بحجم قنبلة هيروشيما أو أكبر منها، تم اكتشاف كويكب واحد فقط (2008 TC3)، قبل حوالي 19 ساعة من انفجاره في الغلاف الجوي، كما كان الحال مع نيزك تشيليابينسك 2013، لم يتم إصدار أي تحذيرات لأي من التأثيرات الأخرى.
في العرض التقديمي، جنبًا إلى جنب مع رواد الفضاء السابقين في ناسا الدكتور توم جونز وبيل أندرس رائد فضاء (أبولو8)، أوضح رئيس المؤسسة إد لو أن تواتر اصطدام كويكب خطير بالأرض كان أكبر بثلاث إلى عشر مرات مما كان يعتقد سابقًا، منذ عشرات السنين أو نحو ذلك قدرت التقديرات السابقة الاحتمالات بواحد لكل 300 ألف سنة، وتستند عملية إعادة التقييم الأخيرة إلى التوقيعات دون الصوتية العالمية المسجلة تحت رعاية منظمة معاهدة الحظر الشامل للتجارب النووية، التي تراقب كوكب الأرض بحثًا عن التفجيرات النووية، استخدمت دراسة الدكتور براون (UWO) الإشارات دون الصوتية الناتجة عن الكويكبات التي أطلقت أكثر من كيلوطن من القوة المتفجرة تي إن تي، اقترحت الدراسة أن أحداث التأثير من نوع «قاتل المدينة» المشابهة لحدث تونجوسكا عام 1908 تحدث في الواقع في المتوسط مرة كل قرن بدلاً من كل ألف عام كما كان يُعتقد سابقًا، حدث عام 1908 في منطقة تونغوسكا النائية ذات الكثافة السكانية المنخفضة في سيبيريا - روسيا، ويُعزى إلى الانفجار الجوي المحتمل لكويكب أو مذنب دمر حوالي 80 مليون شجرة على مساحة 2150 كيلومترًا مربعًا (830 ميل مربع) من الغابات، يتم تفسير التكرار الأعلى لهذه الأنواع من الأحداث على أنه يعني أن «الحظ الأعمى» قد منع بشكل أساسي تأثير كارثي على منطقة مأهولة يمكن أن يقتل الملايين، وهي نقطة تم توضيحها بالقرب من نهاية الفيديو.

### 99942 أبوفيس
خلال العقد الأول من العقد الأول من القرن الحادي والعشرين، كانت هناك مخاوف جدية من أن الكويكب الذي يبلغ عرضه 325 مترًا (1066 قدمًا) شكّل أبوفيس خطرًا بالتأثير على الأرض في عام 2036، وقد أدت البيانات الأولية غير المكتملة من قبل علماء الفلك باستخدام مسوحات أرضية للسماء إلى حساب مخاطر المستوى 4 على مخطط مخاطر تأثير مقياس تورينو، في يوليو 2005 طلبت (B612) رسميًا من ناسا التحقيق في احتمال أن يكون مدار الكويكب بعد عام 2029 في صدى مداري مع الأرض، مما سيزيد من احتمالية حدوث اصطدام في المستقبل. طلبت المؤسسة أيضًا من وكالة ناسا التحقيق فيما إذا كان يجب وضع جهاز إرسال واستقبال على الكويكب لتمكين تتبع أكثر دقة لكيفية تغيير مداره بواسطة تأثير ياركوفسكي.
بحلول عام 2008، قدمت (B612) تقديرات حول ممر بعرض 30 كيلومترًا، يسمى «مسار الخطر»، والذي من شأنه أن يمتد عبر سطح الأرض إذا حدث تأثير، كجزء من جهوده لتطوير استراتيجيات انحراف قابلة للتطبيق. امتد مسار المخاطر المحسوب من كازاخستان عبر جنوب روسيا عبر سيبيريا، عبر المحيط الهادئ، ثم يمينًا بين نيكاراغوا وكوستاريكا، مروراً بشمال كولومبيا وفنزويلا، وانتهى في المحيط الأطلسي قبل الوصول إلى إفريقيا،  في ذلك الوقت قدرت محاكاة حاسوبية أن التأثير الافتراضي لأبوفيس في دول مثل كولومبيا وفنزويلا، يمكن أن يؤدي إلى أكثر من 10 ملايين ضحية، بالتناوب يمكن أن يؤدي التأثير في المحيط الأطلسي أو المحيط الهادئ إلى حدوث تسونامي مميت يزيد ارتفاعه عن 240 مترًا (حوالي 800 قدم)، وهو قادر على تدمير العديد من المناطق والمدن الساحلية،  قامت سلسلة من الملاحظات اللاحقة الأكثر دقة لـ 99942 أبوفيس، جنبًا إلى جنب مع استعادة البيانات غير المرئية سابقًا، بمراجعة احتمالات حدوث تصادم في عام 2036 على أنها لا شيء تقريبًا، واستبعدت ذلك فعليًا.

### المشاركة الدولية
ساعد أعضاء مؤسسة (B612) رابطة مستكشفي الفضاء (ASE) في المساعدة في الحصول على إشراف الأمم المتحدة (UN) على بعثات تتبع الأجسام القريبة من الأرض وانحرافها من خلال لجنة الأمم المتحدة المعنية بالاستخدامات السلمية للفضاء الخارجي جنبًا إلى جنب مع فريق العمل التابع لكوبوس 14(AT-14) فريق الخبراء، العديد من أعضاء (B612) هم أيضًا أعضاء في (ASE) مع (COPUOS)، منذ عام 2001 لتأسيس مشاركة دولية لكل من الاستجابة للكوارث، وبعثات الانحراف لمنع أحداث التأثير، وفقًا لرئيس المؤسسة الفخري رستي شويكارت في عام 2013، لم تقم أي حكومة في العالم اليوم بتكليف صراحة بمسؤولية حماية الكواكب إلى أي من وكالاتها.
في أكتوبر 2013 وافقت اللجنة الفرعية العلمية والتقنية للجنة استخدام الفضاء الخارجي في الأغراض السلمية على عدة إجراءات، وافقت عليها لاحقًا الجمعية العامة للأمم المتحدة في ديسمبر، للتعامل مع تأثيرات الكويكبات الأرضية بما في ذلك إنشاء شبكة دولية للتحذير من الكويكبات، بالإضافة إلى مجموعتين استشاريتين: المجموعة الاستشارية لتخطيط البعثات الفضائي، والمجموعة الاستشارية لتخطيط آثار الكوارث،  ستعمل شبكة الإنذار كغرفة مقاصة للمعلومات المشتركة حول الكويكبات الخطرة ولأي أحداث ارتطام أرضي مستقبلية يتم تحديدها، سيقوم الفريق الاستشاري لتخطيط البعثات الفضائية بتنسيق الدراسات المشتركة للتقنيات الخاصة بمهام الانحراف، وكذلك توفير الإشراف على المهمات الفعلية، ويرجع ذلك إلى مهام الانحراف التي تنطوي عادةً على حركة تدريجية لنقطة الارتطام المتوقعة لكويكب عبر سطح الأرض وأيضًا عبر أراضي البلدان غير المشاركة حتى ينحرف الجسم القريب عن كوكب الأرض أو خلفه عند النقطة التي وصل إليها، قال شويكارت إن هناك حاجة إلى إطار أولي للتعاون الدولي في الأمم المتحدة لتوجيه صانعي السياسات في الدول الأعضاء في العديد من الجوانب المهمة المتعلقة بالأجسام القريبة من الأرض وكما أكدت المؤسسة أن إجراءات الأمم المتحدة الجديدة لا تشكل سوى نقطة انطلاق. ولكي تكون فعالة يجب تعزيزها من خلال المزيد من السياسات والموارد المنفذة على المستويين الوطني والدولي.
```
في وقت اعتماد سياسة الأمم المتحدة في مدينة نيويورك، شارك شويكارت وأربعة أعضاء آخرين في بورصة عمان، بما في ذلك رئيس (B612)
إد لو
 والمستشارين الاستراتيجيين 
دوميترو بروناريو
 
وتوم جونز
 في منتدى عام أداره 
نيل دي جراس تايسون
 ليس بعيدًا عن 
مقر الأمم المتحدة
. وحثت اللجنة المجتمع العالمي على اعتماد المزيد من الخطوات المهمة للدفاع الكوكبي ضد تأثيرات الأجسام القريبة من الأرض تضمنت توصياتهم.
[
62
]
[
69
]
[
70
]
```

- مندوبو الأمم المتحدة يطلعون صانعي السياسات في بلدانهم على أحدث أدوار الأمم المتحدة.
- جعل حكومة كل دولة تضع خططًا مفصلة للاستجابة لكوارث الكويكبات، وتخصيص موارد مالية للتعامل مع تأثيرات الكويكبات، وتفويض وكالة رائدة للتعامل مع استجابتها للكوارث من أجل إنشاء خطوط اتصال واضحة من (IAWN) إلى البلدان المتضررة.
- جعل حكوماتهم تدعم جهود ASE و (B612) لتحديد ما يقدر بمليون من الأجسام القريبة من الأرض «القاتلة للمدينة» القادرة على التأثير على الأرض، خلال نشر تلسكوب فضائي قائم على الكويكبات.
- إلزام الدول الأعضاء بإطلاق مهمة انحراف اختبار دولية في غضون 10 سنوات.

## مهمة الحارس

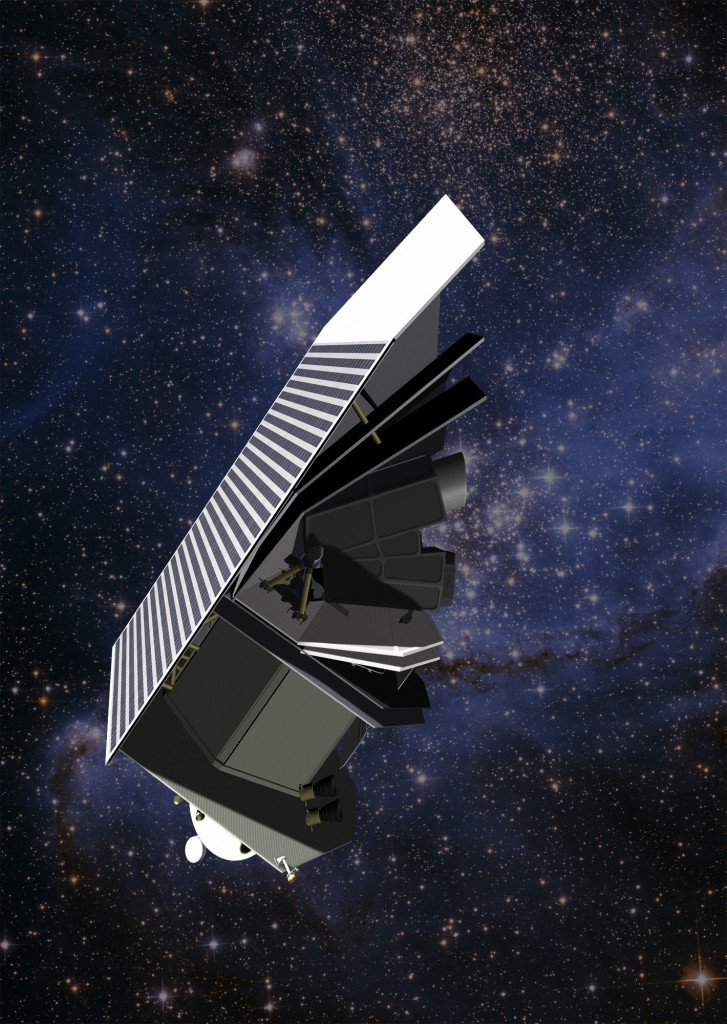
رسم تلسكوب الفضاء الحارس، المخطط تم بناؤه بواسطة بول ايروسبيس تكنولوجي.

كان برنامج مهمة الحارس حجر الزاوية في الجهود السابقة لمؤسسة (B612)، مع التصميم الأولي ومراجعات مستوى بنية النظام المخطط لها لعام 2014، ومراجعة التصميم الحاسمة التي ستجرى في عام 2015. وتلسكوب الأشعة تحت الحمراء ستطلق على قمة سبيس اكس فالكون 9 الصواريخ، لتوضع في الزهرة - زائدة مدار شمسي حول الشمس. بالدوران بين الشمس والأرض، ستكون أشعة الشمس دائمًا خلف عدسة التلسكوب، وبالتالي لا تمنع أبدًا قدرة المرصد الفضائي على اكتشاف الكويكبات أو الأجسام القريبة من الأرض (NEOs). من منظور مدار نظامه الشمسي الداخلي حول الشمس، سيكون الحارس قادرًا على التقاط الأشياء التي يصعب حاليًا، إن لم يكن من المستحيل رؤيتها مسبقًا من الأرض، كما حدث مع نيزك تشيليابينسك عام 2013 التي لم يتم اكتشافها حتى انفجارها فوق منطقة تشيليابينسك روسيا، تم التخطيط لـ مهمة الحارس لتوفير فهرس ديناميكي دقيق للكويكبات والأجسام القريبة من الأرض الأخرى المتاحة للعلماء في جميع أنحاء العالم من مركز الكواكب الصغيرة التابع للاتحاد الفلكي الدولي، وستحسب البيانات التي تم جمعها مخاطر أحداث الارتطام مع كوكبنا، مما يسمح بانحراف الكويكب عن طريق استخدام جرارات الجاذبية لتحويل مساراتها بعيدًا عن الأرض.
من أجل التواصل مع المركبة الفضائية أثناء دورانها حول الشمس (على مسافة قريبة من كوكب الزهرة)، والتي يمكن أن تكون في بعض الأحيان على بعد 270 مليون كيلومتر (170 مليون ميل) من الأرض، دخلت مؤسسة (B612) في قانون الفضاء اتفاق مع وكالة ناسا لاستخدام شبكة اتصالات الفضاء السحيق الخاصة بهم.

### التصميم والتشغيل
تم تصميم الحارس لأداء المراقبة والتحليل المستمر خلال العمر التشغيلي المخطط له لمدة 6 سنوات ونصف، على الرغم من أن (B612) تتوقع أنه قد يستمر في العمل لمدة تصل إلى 10 سنوات باستخدام 51 سنتيمتر (20 بوصة) مرآة تلسكوب مع أجهزة استشعار من صنع شركة (بول ايروسبيس) وهم صانعي أدوات تلسكوب هابل الفضائي، ستكون مهمتها تصنيف 90٪ من الكويكبات التي يزيد قطر أقطارها عن 140 متر (460 قدم). كانت هناك أيضًا خطط لفهرسة كائنات النظام الشمسي الأصغر أيضًا.
سيبلغ قياس المرصد الفضائي 7.7 متر (25 قدم) 3.2 متر (10 قدم) بكتلة 1,500 كيلوغرام (3,300 رطل) ويدور حول الشمس على مسافة 0.6 إلى 0.8 وحدة فلكية (90,000,000 إلى 120,000,000 كـم؛ 56,000,000 إلى 74,000,000 ميل) تقريبًا نفس المسافة المدارية مثل كوكب الزهرة، باستخدام علم الفلك بالأشعة تحت الحمراء لتحديد الكويكبات مقابل برد الفضاء الخارجي. سوف يقوم الحارس ح بالمسفي نطاق الطول الموجي الذي يتراوح من 7 إلى 15 ميكرون عبر مجال رؤية يبلغ 5.5 درجة بدرجتين. تتكون مجموعة أجهزة الاستشعار الخاصة بها من 16 كاشفًا مع مسح تغطية «مجال نظر بزاوية كاملة بزاوية 200 درجة». كان (B612) الذي يعمل بالشراكة مع بول ايروسبيس، يقوم ببناء مرآة الحارس المصنوعة من الألومنيوم مقاس 51 سم، والمصممة لمجال رؤية كبير مع مستشعرات الأشعة تحت الحمراء المبردة إلى 40 كلفن (−233.2 درجة مئوية) باستخدام مبرد (Ball's) ذي المرحلتين ودورة ستيرلينج المغلقة .
تهدف (B612) إلى إنتاج تلسكوبها الفضائي بتكلفة أقل بكثير من برامج علوم الفضاء التقليدية من خلال الاستفادة من أنظمة الأجهزة الفضائية التي سبق تطويرها لبرامج سابقة، بدلاً من تصميم مرصد جديد تمامًا، صرح شويكارت أن حوالي 80٪ مما نتعامل معه في الحارس هو كيبلر، و 15٪ سبيتزر و 5٪ مستشعرات الأشعة تحت الحمراء الجديدة عالية الأداء، وبالتالي تركز أموال البحث والتطوير الخاصة بها على المجال الحرج لتقنية مستشعر الصور المبردة بالتبريد، إنتاج ما يسميه سيكون أكثر نوع تلسكوب لاكتشاف الكويكبات من حيث الحساسية على الإطلاق.
سيتم توفير البيانات التي تم جمعها بواسطة (الحارس) من خلال شبكات مشاركة البيانات العلمية الحالية التي تشمل وكالة ناسا والمؤسسات الأكاديمية مثل مركز الكواكب الصغيرة في كامبريدج، ماساتشوستس بالنظر إلى الدقة التلسكوبية للقمر الصناعي، قد تكون بيانات (الحارس) مفيدة لبعثات أخرى محتملة في المستقبل، مثل تعدين الكويكبات.

### تمويل المهمة
كانت (B612) تحاول جمع ما يقرب من 450 مليون دولار لتمويل التطوير والإطلاق والتكاليف التشغيلية للتلسكوب، حول تكلفة تبادل الطريق السريع المعقد، أو ما يقرب من 100 مليون دولار أقل من قاذفة واحدة من الجيل التالي للقوات الجوية. تتكون تقديرات التكلفة البالغة 450 مليون دولار أمريكي من 250 مليون دولار أمريكي لإنشاء (الحارس)، بالإضافة إلى 200 مليون دولار أخرى لمدة 10 سنوات من العمليات في شرحه، لتجاوز المؤسسة للمنح الحكومية المحتملة لمثل هذه المهمة، صرح الدكتور (لو) بأن دعوتهم العامة لجمع التبرعات مدفوعة بمأساة المشاعات: "عندما تكون مشكلة الجميع، فهي ليست مشكلة أحد"، مشيرًا أنه بسبب نقص الملكية والأولوية والتمويل الذي خصصته الحكومات لتهديدات الكويكبات، وذكر أيضًا في مناسبة مختلفة "نحن الوحيدون الذين يأخذون الأمر على محمل الجد وفقًا لعضو مجلس إدارة (B612) وهو (رستي شويكارت)، الخبر السار هو أنه يمكنك منعه - وليس مجرد الاستعداد له، النبأ السيئ هو أنه من الصعب جذب أي شخص إلى الاهتمام به عندما تكون هناك حفر في الطريق. بعد تقديم شهادة سابقة للكونجرس حول هذه القضية، شعر شويكارت بالفزع عندما سمع من أعضاء الكونجرس أنه في حين أن المشرعين الأمريكيين المشاركين في جلسة الاستماع فهموا خطورة التهديد، فمن المحتمل ألا يشرعوا التمويل للدفاع الكوكبي على أنه يجعل انحراف الكويكبات قد تأتي الأولوية بنتائج عكسية في حملات إعادة انتخابهم، تعتزم المؤسسة إطلاق (الحارس) في 2017 - 2018، مع بدء نقل البيانات للمعالجة على الأرض المتوقعة في موعد لا يتجاوز 6 أشهر بعد ذلك.
تعتزم المؤسسة إطلاق الحارس في 2017-2018، مع بدء نقل البيانات للمعالجة على الأرض المتوقعة في موعد لا تتجاوز 6 أشهر بعد ذلك.
في أعقاب انفجار نيزك تشيليابينسك في فبراير 2013، حيث دخل كويكب يبلغ طوله 20 مترًا (66 قدمًا) الغلاف الجوي دون أن يتم اكتشافه عند حوالي 60 ماخ، ليصبح نيزكًا رائعًا قبل أن ينفجر فوق تشيليابينسك - روسيا، شهدت مؤسسة (B612) زيادة في الاهتمام بمشروعها للكشف عن الكويكبات، مع زيادة مقابلة في التبرعات التمويلية، بعد الإدلاء بشهادته أمام الكونجرس أشار الدكتور (لو) إلى أن العديد من مقاطع الفيديو المسجلة على الإنترنت لانفجار الكويكب فوق تشيليابينسك كان لها تأثير كبير على ملايين المشاهدين في جميع أنحاء العالم، قائلاً "لا يوجد شيء مثل مئات مقاطع الفيديو على اليوتيوب للقيام بذلك.

## الفريق

### القيادة
في عام 2014 تم تعيين ثمانية مناصب رئيسية للموظفين، تغطي مكاتب الرئيس التنفيذي (CEO)، ورئيس العمليات (COO)، وهندسة برنامج الحارس (SPA)، واتجاه مهمة الحارس (SMD)، وإدارة برنامج الحارس (SPM)، وعلوم مهمة الحارس (SMS) وفريق المراجعة الدائمة (SSRT)، بالإضافة إلى العلاقات العامة.

### (إد لو) الشريك المؤسس والمدير التنفيذي

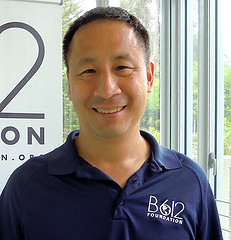
إد لو، الشريك المؤسس والمدير التنفيذي، لـ (B612)

إدوارد تسانغ إد لو هو المؤسس المشارك والرئيس التنفيذي لمؤسسة (B612)، وكذلك فيزيائي أمريكي ورائد فضاء سابق في ناسا، وهو من المخضرمين في مهمتين في مكوك الفضاء وإقامة طويلة على متن محطة الفضاء الدولية والتي تضمنت السير في الفضاء لمدة ست ساعات خارج المحطة لأداء أعمال البناء خلال بعثاته الثلاث، سجل ما مجموعه 206 يومًا في الفضاء.
يتضمن تعليمه إجازة في الهندسة الكهربائية من جامعة كورنيل ودكتوراه في الفيزياء التطبيقية من جامعة ستانفورد، أصبح إد لو متخصصًا في الفيزياء الشمسية والفيزياء الفلكية كعالم زائر في مرصد المنسوب المرتفع في بولدر كولورادو، من 1989 حتى 1992 في سنته الأخيرة شغل موعدًا مشتركًا مع المعهد المشترك للفيزياء الفلكية المختبرية بجامعة كولورادو. قام لو بعمل زميل ما بعد الدكتوراه في معهد علم الفلك في هونولولو، هاواي من عام 1992 حتى عام 1995 قبل أن يتم اختياره لفيلق رواد الفضاء التابع لناسا في عام 1994.
طور إد لو عددًا من التطورات النظرية الجديدة، والتي قدمت لأول مرة فهمًا أساسيًا للفيزياء الكامنة وراء التوهجات الشمسية، إلى جانب عمله في التوهجات الشمسية، نشر مقالات في المجلات والأوراق العلمية حول مجموعة واسعة من الموضوعات بما في ذلك علم الكونيات، والتذبذبات الشمسية، والميكانيكا الإحصائية، وفيزياء البلازما، والكويكبات القريبة من الأرض، وهو أيضًا أحد مخترعي الجاذبية مفهوم الجرار لانحراف الكويكب.
في عام 2007 تقاعد لو من وكالة ناسا ليصبح مدير البرنامج في فريق المشاريع المتقدمة في جوجل، وعمل أيضًا مع الروبوتات السائلة كرئيس للتطبيقات المبتكرة، وفي هوفر إنك، كرئيس قسم التكنولوجيا أثناء وجوده في وكالة ناسا خلال عام 2002، شارك لو في تأسيس مؤسسة (B612)، وعمل لاحقًا كرئيس لها وفي عام 2014 يشغل حاليًا منصب الرئيس التنفيذي لها.
يحمل لو رخصة طيار تجاري مع تصنيفات للأدوات متعددة المحركات، والتي تراكمت حوالي 1500 ساعة طيران، ومن بين الجوائز التي حصل عليها أعلى جوائز ناسا، وميداليات الخدمة المتميزة والخدمة المتميزة، بالإضافة إلى ميداليات غاغارين وكوموروف وبيجوفوي الروسية.

### توم جافين - رئيس فريق المراجعة الدائمة

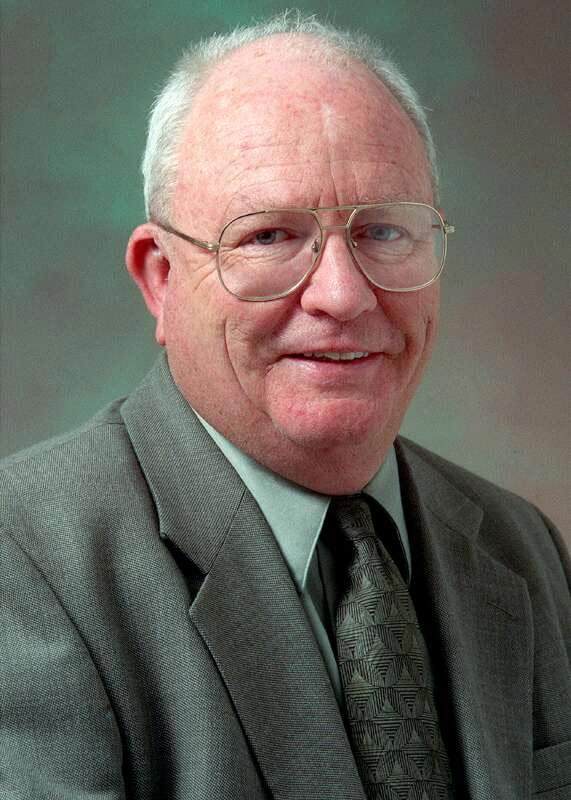
توم جافين، رئيس فريق المراجعة الدائمة للحارس (SSRT)

توماس آر جافين هو رئيس فريق المراجعة الدائمة (SSRT) التابع لمؤسسة (B612)، ومدير سابق على المستوى التنفيذي في وكالة ناسا، عمل مع وكالة ناسا لمدة 30 عامًا، بما في ذلك منصبه كمدير مساعد لبرامج الطيران وضمان المهام في منظمة مختبر الدفع النفاث (JPL)، وكان في الطليعة في قيادة العديد من أنجح مهام الفضاء الأمريكية، بما في ذلك مهمة جاليليو إلى كوكب المشتري، ومهمة كاسيني-هيغنز إلى زحل، وتطوير برامج جينيسيس، وستارداست، مارس أوديسي، مارس روفر، سبيتزر، مستكشف تطور المجرات.
في عام 2001 تم تعيينه مديرًا مساعدًا لمشاريع الطيران ونجاح المهمة لمختبر الدفع النفاث التابع لناسا في مايو 2001، كان هذا منصبًا جديدًا تم إنشاؤه لتزويد مكتب مدير مختبر الدفع النفاث بالإشراف على مشاريع الطيران، شغل لاحقًا منصب المدير المؤقت لاستكشاف النظام الشمسي، في السابق كان مديرًا لمديرية مشاريع رحلات علوم الفضاء التابعة لمختبر الدفع النفاث، والتي أشرفت على مشاريع جينيسيس، ومارس 2001 أوديسي، ومركب المريخ، وتلسكوب سبيتزر الفضائي كما شغل منصب نائب مدير إدارة برامج الفضاء وعلوم الأرض في مختبر الدفع النفاث ابتداءً من ديسمبر 1997، في يونيو 1990 تم تعيينه مديرًا لنظام المركبات الفضائية لبعثة (كاسيني-هيغنز) إلى زحل، واحتفظ بهذا المنصب حتى إطلاق المشروع بنجاح في عام 1997.
من 1968 إلى 1990 كان عضوًا في مكاتب مشروع جاليليو وفوياجر المسؤولة عن ضمان المهمة، حصل على درجة البكالوريوس في الكيمياء من جامعة فيلانوفا في بنسلفانيا عام 1961، تم تكريم جافين في عدد من المناسبات لعمل استثنائي، حيث حصل على ميداليات الخدمة المتميزة والاستثنائية من وكالة ناسا في عام 1981 لعمله في برنامج مسابر الفضاء فوييجر، وميدالية ناسا للقيادة المتميزة في عام 1991 لجاليليو، ومرة أخرى في عام 1999 عن مهمة (كاسيني-هيغنز)، في عام 1997 قدم أسبوع الطيران وتكنولوجيا الفضاء له جائزة لوريل لإنجازه المتميز في مجال الفضاء، كما حصل أيضًا على جائزة ويليام راندولف لوفليس من الجمعية الفلكية الأمريكية لعام 2005 عن إدارته لجميع مهام مختبر الدفع النفاث ومركبات الفضاء العلمية الروبوتية التابعة لناسا.

### سكوت هوبارد - مهندس برنامج الحارس

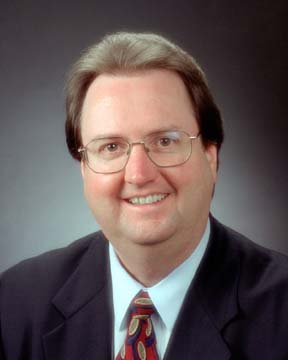
سكوت هوبارد، مهندس برنامج الحارس

سكوت هوبارد هو مهندس برنامج الحارس لمؤسسة (B612)، بالإضافة إلى أنه فيزيائي وأكاديمي ومدير تنفيذي سابق في وكالة الفضاء الأمريكية ناسا، وهو أستاذ للملاحة الجوية والملاحة الفضائية في جامعة ستانفورد، وشارك في الأبحاث المتعلقة بالفضاء بالإضافة إلى البرامج والمشروعات والإدارة التنفيذية لأكثر من 35 عامًا بما في ذلك 20 عامًا مع وكالة ناسا، وتوجت حياته المهنية هناك كمدير لأبحاث أميس التابعة لناسا، في مركز أميس للأبحاث كان مسؤولاً عن الإشراف على عمل حوالي 2600 عالم ومهندس وموظفين آخرين، يعمل حاليًا في اللجنة الاستشارية للسلامة في سبيس إكس شغل سابقًا منصب الممثل الوحيد لناسا في مجلس التحقيق في حوادث مكوك الفضاء كولومبيا، وأيضًا كأول مدير لبرنامج استكشاف المريخ في عام 2000، حيث أعاد بنجاح هيكلة برنامج المريخ بأكمله في أعقاب ما سبق، فشل مهمة خطيرة.
أسس هوبارد معهد علم الأحياء الفلكي التابع لوكالة ناسا في عام 1998؛ تصور مهمة مارس باثفايندر مع نظام هبوط الوسادة الهوائية وكان مديرًا لمهمتهم لونار بروسبكتر الناجحة للغاية، قبل انضمامه إلى وكالة ناسا قاد هوبارد شركة صغيرة ناشئة للتكنولوجيا المتقدمة في منطقة خليج سان فرانسيسكو وكان عالِمًا في مختبر لورانس بيركلي الوطني، حاز هوبارد على العديد من الأوسمة بما في ذلك أعلى جائزة ناسا، وميدالية الخدمة المتميزة، وميدالية فون كارمان من المعهد الأمريكي للملاحة الجوية والفضاء.
تم انتخاب هوبارد في الأكاديمية الدولية للملاحة الفضائية، وهو زميل في المعهد الأمريكي للملاحة الجوية والملاحة الفضائية، وقام بتأليف أكثر من 50 ورقة علمية حول البحث والتكنولوجيا، كما أنه يشغل أيضًا كرسي كارل ساجان في معهد سيتي، يشمل تعليمه درجة البكالوريوس في الفيزياء وعلم الفلك من جامعة فاندربيلت ودرجة الدراسات العليا في فيزياء الحالة الصلبة وأشباه الموصلات من جامعة كاليفورنيا في بيركلي.

### مارك بوي - عالم مهمة الحراس

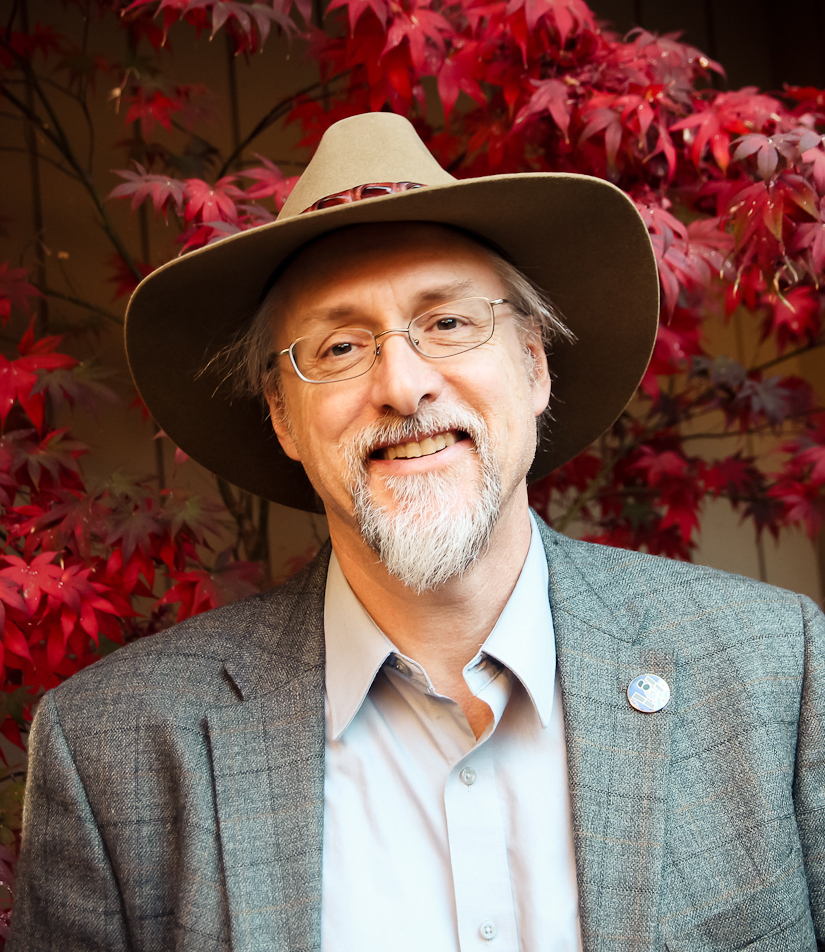
الدكتور مارك بوي، عالم مهمة الحارس

الدكتور مارك دبليو بوي (مواليد 1958) هو عالم مهمة الحارس للمؤسسة، وعالم فلك أمريكي في مرصد لويل في فلاغستاف - أريزونا، حصل بوي على درجة البكالوريوس في الفيزياء من جامعة ولاية لويزيانا عام 1980 وحصل على الدكتوراه في علم الكواكب من جامعة أريزونا عام 1984، كان زميلًا لما بعد الدكتوراه في جامعة هاواي من عام 1985 إلى عام 1988، ومن عام 1988 إلى عام 1991، عمل في معهد علوم تلسكوب الفضاء حيث ساعد في تخطيط أول ملاحظات كوكبية قام بها تلسكوب هابل الفضائي.
منذ عام 1983، كان بلوتو وأقماره موضوعًا رئيسيًا للبحث الذي أجراه بوي، الذي نشر أكثر من 85 ورقة علمية ومقالة في المجلات  وهو أيضًا أحد المكتشفين المشاركين لأقمار بلوتو الجديدة، نيكس وهيدرا (بلوتو الثاني وبلوتو الثالث) المكتشفة في عام 2005.
عمل بيوي مع فريق مسح بروجي عميق الذي كان مسؤولاً عن اكتشاف أكثر من ألف من هذه الأجسام البعيدة، كما أنه يدرس حزام كايبر والأجسام الانتقالية مثل 2060 تشيرون و5145 فولوس، بالإضافة إلى المذنبات العرضية كما هو الحال مع مهمة التصادم العميق الأخيرة التي سافرت إلى المذنب تمبل 1، والكويكبات القريبة من الأرض مع الاستخدام العرضي لهبل وتلسكوبات سبيتزر الفضائية، يساعد بيوي أيضًا في تطوير الأجهزة الفلكية المتقدمة.
تمت تسمية (بوي أسترويد 7553) على شرف عالم الفلك، الذي تم وصفه أيضًا كجزء من مقال عن بلوتو في مجلة الهواء والفضاء سميثسونيان.

### هارولد ريتسيما - مدير مهمة الحارس

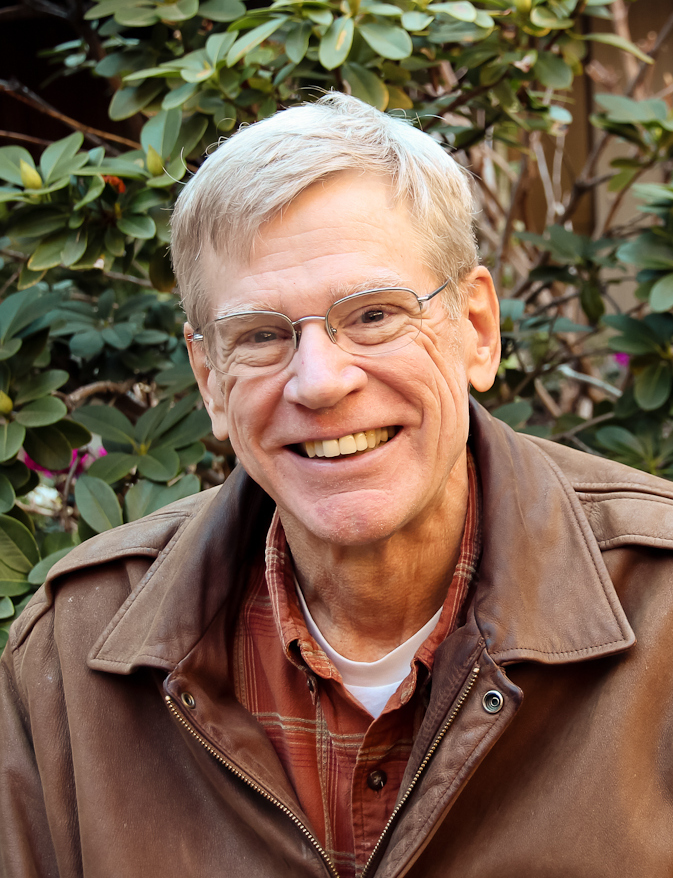
الدكتور هارولد ريتسيما، مدير مهمة الحارس

الدكتور هارولد جيمس ريتسيما هو مدير مهمة الحارس في المؤسسة وعالم فلك أمريكي، ريتسيما كان سابقًا مدير تطوير المهام العلمية في الكرة الفضائية والتقنيات، المقاول الرئيسي لمؤسسة (B612) لتصميم وبناء مرصد التلسكوب الفضائي، في بداية حياته المهنية خلال الثمانينيات، كان جزءًا من الفرق التي اكتشفت أقمارًا جديدة تدور حول نبتون وزحل من خلال ملاحظات تلسكوبية أرضية، باستخدام نظام التصوير التاجي مع واحد من أول الأجهزة المزدوجة الشحنة المتاحة للاستخدام الفلكي، لاحظوا لأول مرة تيليستو في أبريل 1980، بعد شهرين فقط من كونهم من أوائل المجموعات التي رصدت جانوس، وهو أيضًا أحد أقمار زحل ريتسيما، كجزء من فريق مختلف من علماء الفلك لاحظ لاريسا في مايو 1981، من خلال مشاهدة إخفاء نجم بواسطة نظام نبتون ريتسيما مسؤولة أيضًا عن العديد من التطورات في استخدام تقنيات الألوان الزائفة المطبقة على الصور الفلكية.
كان ريتسيما عضوًا في فريق هالي للكاميرا متعددة الألوان في مركبة جيوتو الفضائية التابعة لوكالة الفضاء الأوروبية التي التقطت صورًا عن قرب للمذنب هالي في عام 1986، وقد شارك في العديد من بعثات علوم الفضاء التابعة لوكالة ناسا بما في ذلك تلسكوب سبيتزر الفضائي، والقمر الصناعي لعلم الفلك بالموجات الصغيرة، ومهمة نيو هورايزونز إلى بلوتو ومشروع مرصد كبلر الفضائي الذي يبحث عن كواكب شبيهة بالأرض تدور حول نجوم بعيدة تشبه الشمس.
شارك ريتسيما في الملاحظات الأرضية لبعثة ديب إمباكت في عام 2005، حيث راقب تأثير المركبة الفضائية على مذنب تيمبل 1 باستخدام تلسكوبات مرصد سييرا دي سان بيدرو مارتير في المكسيك، جنبًا إلى جنب مع زملائه من جامعة ميريلاند وجامعة ماريلاند. المرصد الفلكي الوطني المكسيكي.
تقاعد ريتسيما من بول ايروسبيس في عام 2008، ولا يزال مستشارًا لوكالة ناسا وصناعة الطيران في تصميم المهام والأجسام القريبة من الأرض، يشمل تعليمه درجة البكالوريوس في الفيزياء من كلية كالفن في غراند رابيدز بولاية ميشيغان عام 1972 ودرجة الدكتوراه، حصل على درجة الدكتوراه في علم الفلك من جامعة ولاية نيو مكسيكو عام 1977، سمي الحزام الرئيسي (ريتسيما أسترويد 13327) باسمه لتكريم إنجازاته.

### جون ترويلتزش - مدير برنامج الحارس
جون ترولتش هو مدير برنامج الحارس في مؤسسة (B612)، ومهندس طيران أمريكي كبير ومدير برنامج في شركة بول ايروسبيس تكنولوجي وهي المقاول الرئيسي لشركة سينتينال المسؤولة عن تصميمها وتكاملها، ليتم إطلاقها لاحقًا على متن صاروخ سبيس إكس فالكون 9 في مدار حول الشمس يتخلف عن كوكب الزهرة، تشمل مسؤوليات ترويلتش الإشراف على جميع متطلبات التصميم التفصيلي للمرصد والبناء في بول ايروسبيس. كجزء من خدمته التي استمرت 31 عامًا معهم، ساعد في إنشاء ثلاثة من أدوات تلسكوب هابل الفضائي، كما أدار برنامج تلسكوب سبيتزر الفضائي حتى إطلاقه في عام 2003، أصبح ترويلتش فيما بعد مدير برنامج كيبلر ميسون في بول ايروسبيس في عام 2007.
تتضمن قدرات إدارة برنامج ترويلتش خبرة في هندسة أنظمة المركبات الفضائية وتكامل البرامج من خلال جميع مراحل مشاريع التلسكوب الفضائي، بدءًا من تحديد العقد مرورًا بالتجميع والإطلاق وبدء التشغيل في المحطة، تشمل خبرته السابقة في المشروع مهمة كيبلر، ومحلل غودارد الطيفي عالي الدقة (GHRS) والبصريات التصحيحية للتلسكوب الفضائي، بالإضافة إلى الأدوات المبردة بالتبريد على تلسكوب سبيتزر الفضائي.
حصل ترويلتزش على ميدالية الخدمة العامة الاستثنائية من وكالة ناسا لالتزامه بنجاح مهمة كيبلر يتضمن تعليمه بكالوريوس وماجستير، حصل على درجة الدكتوراه في هندسة الطيران، وكلاهما من جامعة كولورادو في عامي 1983 و 1989 على التوالي، بينما كان الأخير يعمل في شركة بول ايروسبيس التي وظفته فور الانتهاء من دراسته الجامعية.

### ديفيد ليدل - رئيس مجلس الإدارة
الدكتور ديفيد ليدل هو رئيس مجلس إدارة المؤسسة ومدير تنفيذي سابق في صناعة التكنولوجيا وأستاذ علوم الكمبيوتر، كما أنه يشغل منصب رئيسا للعديد من مجالس الإدارة، بما في ذلك معاهد البحوث، في الولايات المتحدة.
ليدل هو شريك في شركة رأس المال الاستثماري (يو إس فينتشر بارتنرز)، وهو مؤسس مشارك ومدير تنفيذي سابق لكل من مؤسسة إنترفال للأبحاث وميتافورلأنظمة الكمبيوتر، بالإضافة إلى أستاذ استشاري لعلوم الكمبيوتر في جامعة ستانفورد، يُنسب إليه الفضل في تطوير رأس المال، نظام كمبيوتر زيروكس ستار شغل منصب مدير تنفيذي في شركة زيروكس وآي بي إم ويعمل حاليًا في مجلس إدارة شركة إنفي و نيويورك تايمز ومؤسسة (B612)، في يناير 2012 انضم أيضًا إلى مجلس إدارة معهد ستانفورد للأبحاث.
شغل ليدل أيضًا منصب رئيس مجلس أمناء معهد سانتا في، وهو مركز أبحاث نظري غير ربحي، من 1994 إلى 1999، وعمل في لجنة داربا للمعلومات والعلوم والتكنولوجيا في الولايات المتحدة، بالإضافة إلى ذلك كان رئيسًا لمجلس علوم الكمبيوتر والاتصالات في المجلس القومي للبحوث بالولايات المتحدة نظرًا لعمله على تصميمات واجهة الكمبيوتر والإنسان، في مجال لا علاقة له بالعلوم والتكنولوجيا، ليدل هو زميل أول في الكلية الملكية للفنون في لندن إنجلترا، يتضمن تعليمه بكالوريوس في الهندسة الكهربائية من جامعة ميشيغان ودكتوراه في الهندسة الكهربائية وعلوم الكمبيوتر من جامعة توليدو.

## مجموعة مخرجين
اعتبارًا من عام 2014، يضم مجلس إدارة مؤسسة (B612) جيفري باهر سابقًا مع صن ميكروسيستمز ويو إس فينتشر بارتنرز، بالإضافة إلى الأطباء تشابمان وبيت هت وإد لو (أيضًا الرئيس التنفيذي، انظر القيادة أعلاه) وديفيد ليدل (الرئيس، انظر القيادة أعلاه)، ودان دوردا عالم الكواكب.

### رستي شويكارت - المؤسس المشارك والرئيس الفخري
راسل لويس رستي شويكارت هو أحد مؤسسي مؤسسة (B612) ورئيس فخري لمجلس إدارتها. وهو أيضًا رائد فضاء أمريكي سابق في برنامج أبولو، وعالم أبحاث وطيار في سلاح الجو، بالإضافة إلى إدارة أعمال وتنفيذ حكومي. اشتهر شويكارت الذي تم اختياره في ثالث مجموعة رواد فضاء تابعة لناسا، بأنه طيار الوحدة القمرية في مهمة أبولو 9، وهو أول اختبار طيران مأهول للمركبة الفضائية، حيث أجرى أول اختبار في الفضاء لنظام دعم الحياة المحمول الذي استخدمه رواد فضاء أبولو، الذين ساروا على القمر قبل انضمامه إلى وكالة ناسا، كان شويكارت عالمًا في مختبر علم الفلك التجريبي التابع لمعهد ماساتشوستس للتكنولوجيا، حيث أجرى أبحاثًا في فيزياء الغلاف الجوي العلوي وأصبح خبيرًا في تتبع النجوم وتثبيت الصور النجمية، وهو مطلب أساسي للملاحة الفضائية، يشمل تعليم شويكارت بكالوريوس في هندسة الطيران وعلى ماجستير في علم الطيران - الملاحة الفضائية، وكلاهما من معهد ماساتشوستس للتكنولوجيا (MIT)، في عامي 1956 و 1963 على التوالي كانت أطروحته للماجستير حول التحقق من صحة «النماذج النظرية لإشعاع الستراتوسفير».
بعد أن عمل كقائد احتياطي لأولى مهمة سكايلاب المأهولة التابعة لناسا (أول محطة فضائية للولايات المتحدة) أصبح فيما بعد مديرًا لشؤون المستخدمين في مكتب التطبيقات، ترك شويكارت وكالة ناسا في عام 1977 ليخدم لمدة عامين كمساعد لحاكم كاليفورنيا جيري براون للعلوم والتكنولوجيا، ثم عينه براون في لجنة الطاقة بكاليفورنيا لمدة خمس سنوات ونصف.
شارك شويكارت في تأسيس رابطة مستكشفي الفضاء (ASE) مع رواد فضاء آخرين في 1984 - 1985 وترأس لجنة الأجسام القريبة من الأرض التابعة لـ ASE، وأصدر تقريرًا مرجعيًا بعنوان «تهديدات الكويكبات: دعوة للاستجابة العالمية»، وتقديمه إلى لجنة الأمم المتحدة المعنية الاستخدامات السلمية للفضاء الخارجي (UN COPUOS)، ثم شارك مع رائد الفضاء الدكتور توم جونز في رئاسة فريق عمل مجلس ناسا الاستشاري المعني بالدفاع الكوكبي، في عام 2002 شارك في تأسيس (B612) وعمل أيضًا كرئيس لها، شويكارت زميل في الجمعية الأمريكية للملاحة الفضائية والأكاديمية الدولية للملاحة الفضائية وأكاديمية كاليفورنيا للعلوم، بالإضافة إلى أنه زميل مشارك في المعهد الأمريكي للملاحة الجوية والفضائية، من بين التكريم الذي حصل عليه ميدالية (دي لا فولكس) التابعة للاتحاد الدولي للطيران عام 1970 عن رحلته أبولو 9، وكلاهما من ميداليتي الخدمة المتميزة والخدمة الاستثنائية من وكالة ناسا وجائزة إيمي من الأكاديمية الوطنية الأمريكية للفضاء، وهو أمر غير معتاد بالنسبة لرائد الفضاء الفنون والعلوم التليفزيونية لبث أول صور تلفزيونية حية من الفضاء.

### كلارك تشابمان - المؤسس المشارك وعضو مجلس الإدارة
كلارك تشابمان هو عضو مجلس إدارة (B612) وعالم كواكب تخصصت أبحاثه في دراسات الكويكبات وحفر أسطح الكواكب باستخدام التلسكوبات والمركبات الفضائية وأجهزة الكمبيوتر، وهو رئيس سابق لقسم علوم الكواكب (DPS) في الجمعية الفلكية الأمريكية وكان أول محرر لمجلة البحوث الجيوفيزيائية: الكواكب، وهو حائز على جائزة (كارل ساجان) للفهم العام للعلوم وعمل في الفرق العلمية لبعثات ماسنجر وجاليليو وملتقي الكويكبات القريبة من الأرض الفضائية.
حصل تشابمان على شهادة جامعية من جامعة هارفارد وحصل على درجتين من معهد ماساتشوستس للتكنولوجيا بما في ذلك درجة الدكتوراه، في مجالات علم الفلك والأرصاد الجوية وعلوم الكواكب، وعمل أيضًا في معهد علوم الكواكب في توكسون - أريزونا وهو حاليًا عضو هيئة تدريس في معهد الأبحاث الجنوبي الغربي في بولدر- كولورادو.

### دان دوردا - عضو مجلس الإدارة

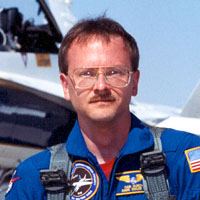
الدكتور دان دوردا، عضو مجلس إدارة B612، قبل مهمة علم الفلك ناسا درايدن إف 18

د. دانيال دافيد دان دوردا  هو عضو مجلس إدارة (B612) وعالم رئيسي في قسم دراسات الفضاء في معهد أبحاث الجنوب الغربي (SwRI) بولدر كولورادو، لديه أكثر من 20 عامًا من الخبرة في البحث في التطور التصادمي والديناميكي لكويكبات الحزام الرئيسي والقريب من الأرض، والفولكانويد ومذنبات حزام كايبر والغبار بين الكواكب، وهو مؤلف 68 مقالاً في المجلات العلمية والعلمية، وقدم تقاريره واستنتاجاته في 22 ندوة مهنية، كما قام بالتدريس كأستاذ مساعد في قسم العلوم في كلية المجتمع المدى الأمامي .
دوردا هو طيار نشط مصنف بالأجهزة وقد طار العديد من الطائرات، بما في ذلك عالية الأداء إف/إيه-18 هورنت وإف-104 ستارفايتر، وكان اختيار ناسا رائد فضاء 2004، دان هو واحد من ثلاثة متخصصين في الحمولة النافعة في (SWRI) الذين سيطيرون في رحلات فضاء دون مدارية متعددة على مؤسسة فيرجن غالاكتيك وإكس كور الفضاء الوشق.
يتضمن تعليمه بكالوريوس في علم الفلك من جامعة ميشيغان، بالإضافة إلى ماجستير ودكتوراه في علم الفلك من جامعة فلوريدا في أعوام 1987 و 1989 و 1993 على التوالي، إلى جانب فوزه بجائزة كيريك من جامعة فلوريدا «لمساهماته البارزة في علم الفلك»، تم تسمية كويكب (6141 دوردا) على شرفه.

### المستشارون الاستراتيجيون
اعتبارًا من يوليو 2014، استعانت المؤسسة بأكثر من عشرين مستشارًا رئيسيًا تم اختيارهم من العلوم وصناعة الفضاء والمجالات المهنية الأخرى. أهدافهم هي تقديم المشورة والنقد، والمساعدة في عدة جوانب أخرى من مهمة الحارس من بينهم: الدكتور ألكسندر جاليتسكي، عالم الكمبيوتر السوفيتي السابق ومستشار الدائرة التأسيسية (B612)، عالم الفلك البريطاني الملكي، عالم الكونيات والفيزياء الفلكية اللورد مارتن ريس البارون ريس من لودلو؛ ألكسندر سينجر مخرج الولايات المتحدة ستار تريك؛ الصحفي والكاتب العلمي الأمريكي أندرو تشيكين، عالم الفيزياء الفلكية وكاتب الأغاني البريطاني الدكتور بريان ماي، عالمة الفلك الأمريكية كارولين شوميكر، عالم الفيزياء الفلكية الأمريكي الدكتور ديفيد برين، رائد الفضاء الروماني دوميترو بروناريو، عالم الفيزياء والرياضيات د. فريمان دايسون، عالم الفيزياء الفلكية الأمريكي والرئيس السابق لمركز هارفارد سميثسونيان للفيزياء الفلكية الدكتور إيروين شابيرو؛ المخرج السينمائي الأمريكي جيري زوكر؛ جوليان نوت عازف المناطيد البريطاني الأمريكي، عالم الفيزياء الفلكية الهولندي والمؤسس المشارك لـ B612 الدكتور بيت هت؛ سفير الولايات المتحدة السابق فيليب لاد؛ عالم الكونيات والفيزياء الفلكية البريطاني الدكتور روجر بلاندفورد؛ ستيوارت براند، كاتب أمريكي ومؤسس كتالوج «الأرض الكاملة»، رئيس الإعلام الأمريكي تيم أورايلي، ورائد الفضاء الأمريكي السابق في وكالة ناسا الدكتور توم جونز.

### توم جونز - مستشار استراتيجي

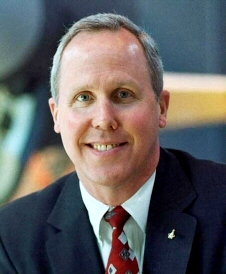
الدكتور توم جونز، مستشار استراتيجي

الدكتورتوماس ديفيد توم جونز هو مستشار استراتيجي لـ (B612)، وعضو في المجلس الاستشاري لناسا ورائد فضاء وعالم كواكب أمريكي سابق درس الكويكبات لصالح وكالة ناسا، وصمم أنظمة جمع المعلومات الاستخبارية لوكالة المخابرات المركزية، وساعد في تطوير مفاهيم مهمة متقدمة لاستكشاف النظام الشمسي، خلال 11 عامًا مع وكالة ناسا طار في أربع بعثات مكوك فضائي، وسجل إجمالي 53 يومًا في الفضاء، اشتمل وقت رحلته على ثلاث عمليات سير في الفضاء لتثبيت الوحدة العلمية المركزية لمحطة الفضاء الدولية (ISS). تشمل منشوراته علم الكواكب: كشف أسرار النظام الشمسي.
بعد تخرجه من أكاديمية القوات الجوية الأمريكية حيث حصل على بكالوريوس العلوم في عام 1977، حصل جونز على درجة الدكتوراه في علوم الكواكب من جامعة أريزونا عام 1988. تضمنت اهتماماته البحثية الاستشعار عن بعد للكويكبات، والتحليل الطيفي للنيازك وتطبيقات موارد الفضاء، في عام 1990 انضم إلى شركة مؤسسة تطبيقات العلوم الدولية في واشنطن العاصمة بصفته أحد كبار العلماء، أجرى الدكتور جونز تخطيطًا متقدمًا لبرنامج قسم استكشاف النظام الشمسي التابع لمركز جودارد لرحلات الفضاء التابع لناسا، تضمن عمله هناك التحقيق في مهمات روبوتية مستقبلية إلى المريخ، والكويكبات والنظام الشمسي الخارجي.
بعد عام من التدريب بعد اختياره من قبل وكالة ناسا، أصبح رائد فضاء في يوليو 1991 في عام 1994، سافر كمتخصصين في البعثات في رحلات متتالية لمكوكات فضائية مختلفة، حيث أجرى العمليات العلمية في «النوبة الليلية» خلال STS-59، ونجح في نشر واسترجاع قمرين صناعيين علميين أثناء المساعدة في تسجيل رقم قياسي لتحمل مهمة المكوك لما يقرب من 18 يومًا في المدار، استخدم جونز الروبوتات كندارم من كولومبيا لإطلاق القمر الصناعي ويك شيلد ثم تصارعه من المدار، كانت آخر رحلة فضائية له في فبراير 2001، حيث ساعد في تسليم وحدة مختبر المصير الأمريكية إلى محطة الفضاء الدولية حيث ساعد في تثبيت وحدة المختبر في سلسلة من ثلاث جولات في الفضاء استمرت أكثر من 19 ساعة، كان هذا التثبيت بمثابة بداية للبحث العلمي على متن محطة الفضاء الدولية من بين الجوائز التي حصل عليها ميداليات ناسا وجوائزها لرحلة الفضاء والخدمة الاستثنائية والقيادة المتميزة، بالإضافة إلى دبلومة كوماروف التابعة للاتحاد الدولي للطيران (FAI) وزمالة أبحاث طلاب الدراسات العليا في وكالة ناسا.

### بيت هت - المؤسس المشارك والمستشار الاستراتيجي

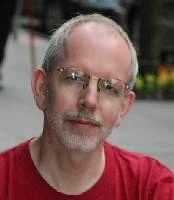
الدكتور بيت هت، المؤسس المشارك لمؤسسة (B612) والمستشار الاستراتيجي.

الدكتور بيت هت هو أحد مؤسسي مؤسسة (B612)، وأحد مستشاريها الاستراتيجيين، وعالم الفيزياء الفلكية الهولندي، الذي يقسم وقته بين البحث في محاكاة الكمبيوتر للأنظمة النجمية الكثيفة والتعاون متعدد التخصصات على نطاق واسع، والذي يتراوح بين من مجالات العلوم الطبيعية إلى علوم الكمبيوتر وعلم النفس المعرفي والفلسفة، يشغل حاليًا منصب رئيس برنامج الدراسات متعددة التخصصات في معهد الدراسات المتقدمة في برينستون - نيو جيرسي، الموطن السابق لألبرت أينشتاين.
تخصص هت في ديناميكيات النجوم والكواكب؛ وكتب العديد من مقالاته التي يزيد عددها عن مائتي مقالة بالتعاون مع زملاء من مختلف المجالات، بدءًا من فيزياء الجسيمات والجيوفيزياء وعلم الحفريات إلى علوم الكمبيوتر وعلم النفس المعرفي والفلسفة. كان الدكتور هت مستشارًا مبكرًا لـ لو، وعمل كعضو مؤسس في مجلس إدارة مؤسسة (B612).
شغل هت مناصب في عدد من الكليات، بما في ذلك معهد الفيزياء النظرية، جامعة أوتريخت (1977-1978)؛ المعهد الفلكي بجامعة أمستردام (1978-1981)؛ قسم علم الفلك بجامعة كاليفورنيا- بيركلي (1984-1985) وفي معهد الدراسات المتقدمة في برينستون - نيوجيرسي (1981 حتى الآن)، وقد حصل على درجات الشرف والوظائف والزمالات والعضويات في ما يقرب من 150 منظمة مهنية وجامعة ومؤتمرات مختلفة، ونشر أكثر من 225 بحثًا ومقالًا في المجلات والندوات العلمية، بما في ذلك أول مرة في عام 1976 حول «مشكلة الجسمين مع الجاذبية المتناقصة». في عام 2014 أصبح مستشارًا استراتيجيًا لمؤسسة (B612).
يتضمن تعليمه ماجستير من جامعة أوتريخت ودكتوراه مزدوجة، حصل على درجة الدكتوراه في فيزياء الجسيمات والفيزياء الفلكية من جامعة أمستردام في عامي 1977 و 1981 على التوالي، وهو مصدر الاسم لـ بيثوت أسترويد 17031 لتكريم عمله في ديناميكيات الكواكب ولتأسيسه المشارك لـ (B612).

### دوميترو بروناريو - مستشار استراتيجي

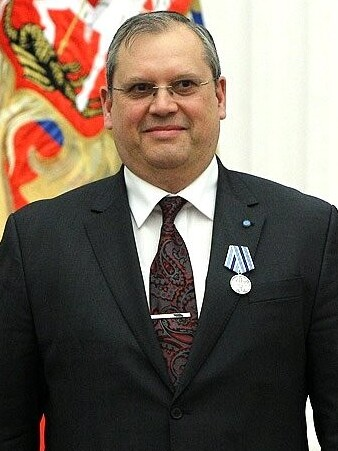
د. دوميترو بروناريو، مستشار استراتيجي ورئيس سابق لكوبوس الأمم المتحدة

الدكتور دوميترو دورين بروناريو هو رائد فضاء روماني متقاعد ومستشار استراتيجي لمؤسسة (B612) في عام 1981، سافر في مهمة استغرقت ثمانية أيام إلى محطة الفضاء السوفيتية ساليوت 6 حيث أكمل هو وزملاؤه تجارب في الفيزياء الفلكية، والإشعاع الفضائي، وتكنولوجيا الفضاء، وطب الفضاء حصل على بطل جمهورية رومانيا الاشتراكية، وبطل الاتحاد السوفيتي، و «ميدالية هيرمان أوبيرث الذهبية»، و «وسام النجمة الذهبية»، ووسام لينين.
بروناريو عضو في الأكاديمية الدولية للملاحة الفضائية، ولجنة كوسبار الوطنية الرومانية، ورابطة مستكشفي الفضاء (ASE)، في عام 1993 حتى عام 2004 كان الممثل الدائم لـ ASE في لجنة الأمم المتحدة لاستخدام الفضاء الخارجي في الأغراض السلمية ومثّل رومانيا في دورات كوبوس منذ عام 1992، كما أصبح نائب رئيس المعهد الدولي لإدارة المخاطر والأمن والاتصالات (EURISC)، ومن 1998 إلى 2004 رئيسًا لوكالة الفضاء الرومانية، في عام 2000 تم تعيينه أستاذًا مشاركًا في الجغرافيا السياسية في كلية الأعمال الدولية والاقتصاد، وأكاديمية الدراسات الاقتصادية في بوخارست، وفي عام 2004 تم انتخابه رئيسًا للجنة الفرعية العلمية والتقنية لـ كوبوس. ثم تم انتخابه كرئيس أعلى مستوى لـ كوبوس، حيث خدم من 2010 إلى 2012، وانتخب أيضًا رئيسًا لبورصة عمان بولاية مدتها ثلاث سنوات.
شارك بروناريو في تأليف العديد من الكتب عن رحلات الفضاء وقدم ونشر العديد من الأوراق العلمية، ويشمل تعليمه شهادة في هندسة الطيران في عام 1976 من جامعة بوليتكنيكا في بوخارست دكتوراه أدت الأطروحة إلى تحسينات في مجال ديناميكيات الرحلات الفضائية.

## طرق الانحراف
تم ابتكار عدد من الطرق «لصرف» كويكب أو جسم قريب من الأرض بعيدًا عن مسار الارتطام بالأرض، بحيث يمكن تجنب دخوله الغلاف الجوي للأرض تمامًا، بالنظر إلى مهلة زمنية كافية للتقدم، فإن التغيير في سرعة الجسم التي لا تزيد عن سنتيمتر واحد في الثانية سيسمح له بتجنب الاصطدام بالأرض تشمل طرق الانحراف المقترحة والتجريبية رعاة الحزمة الأيونية والطاقة الشمسية المركزة واستخدام المحركات الجماعية أو الأشرعة الشمسية.
يعد بدء تشغيل جهاز متفجر نووي فوق سطح الجسم المهدِّد أو تحته قليلاً هو خيار انحراف محتمل، حيث يعتمد ارتفاع التفجير الأمثل على تكوين وحجم الجسم القريب، في حالة «كومة الأنقاض» المهددة، تم وضع المواجهة أو ارتفاع التفجير فوق تكوين السطح كوسيلة لمنع التصدع المحتمل لكومة الأنقاض ومع ذلك، في ضوء التحذير المسبق الكافي من تأثير الكويكب، يتجنب معظم العلماء تأييد الانحراف المتفجر بسبب عدد المشكلات المحتملة التي ينطوي عليها الأمر، تتضمن الطرق الأخرى التي يمكنها تحقيق انحرافات الأجسام القريبة من الأرض ما يلي:

### جرار الجاذبية
البديل للانحراف المتفجر هو تحريك كويكب خطير ببطء وباستمرار بمرور الوقت، يمكن أن يتراكم تأثير الدفع الثابت الصغير ليحيد الكائن بشكل كافٍ عن مساره المتوقع في 2005 اقترح د. إد لو وستانلي جي لاف استخدام مركبة فضائية كبيرة وثقيلة غير مأهولة تحوم فوق كويكب لسحب الأخير بقوة إلى مدار غير مهدد، ستعمل هذه الطريقة بسبب الجاذبية المتبادلة للمركبة الفضائية والكويكب، عندما تقاوم المركبة الفضائية الجاذبية تجاه الكويكب باستخدام محرك الدفع الأيوني، على سبيل المثال فإن التأثير الصافي هو أن الكويكب يتم تسريعه أو تحريكه باتجاه المركبة الفضائية وبالتالي ينحرف ببطء عن المسار المداري الذي سيؤدي إلى تصادم مع الأرض.
على الرغم من بطئها، تتمتع هذه الطريقة بميزة العمل بغض النظر عن تكوين الكويكب سيكون فعالًا حتى على المذنب، أو كومة الأنقاض السائبة، أو جسم يدور بمعدل مرتفع ومع ذلك، من المرجح أن يقضي جرار الجاذبية عدة سنوات متمركزًا بجانب الجسم وسحبه ليكون فعالًا. تم تصميم مهمة تلسكوب الفضاء الحارس لتوفير المهلة المطلوبة مسبقًا.
وفقًا لـ رستي شويكارت، فإن طريقة الجاذبية أيضًا لها جانب مثير للجدل لأنه أثناء عملية تغيير مسار الكويكب، فإن النقطة التي من المرجح أن يصطدم فيها الكويكب ستتحرك ببطء مؤقتًا عبر وجه الكوكب، هذا يعني أن التهديد الذي يهدد الكوكب بأسره قد يتم تقليله بتكلفة مؤقتة لأمن بعض الدول المحددة، يدرك شويكارت أن اختيار طريقة واتجاه «جر» الكويكب قد يكون قرارًا دوليًا صعبًا، ويجب اتخاذه من خلال الأمم المتحدة.
ذكر تحليل مبكر لوكالة ناسا لبدائل الانحراف في عام 2007، أن تقنيات التخفيف «الدفع البطيء» هي الأكثر تكلفة، ولديها أدنى مستوى من الاستعداد التقني وقدرتها على السفر إلى الأجسام القريبة من الأرض وتحويل مسارها ستكون محدودة ما لم تكن فترات المهمة من سنوات عديدة إلى عقود، ولكن بعد مرور عام في عام 2008، أصدرت مؤسسة (B612) تقييمًا تقنيًا لمفهوم جرار الجاذبية، تم إنتاجه بموجب عقد مع وكالة ناسا، وأكد تقريرهم أن الجرار المجهز بجهاز إرسال واستقبال بتصميم بسيط وقوي لمركبة فضائية يمكن أن يوفر خدمة القطر اللازمة لكويكب يبلغ قطره 140 مترًا، كويكب على شكل هايابوسا أو أي جسم قريب من الأرض.

### التأثير الحركي
انظر أيضا:ديب إمباكت (مسبار فضائي)

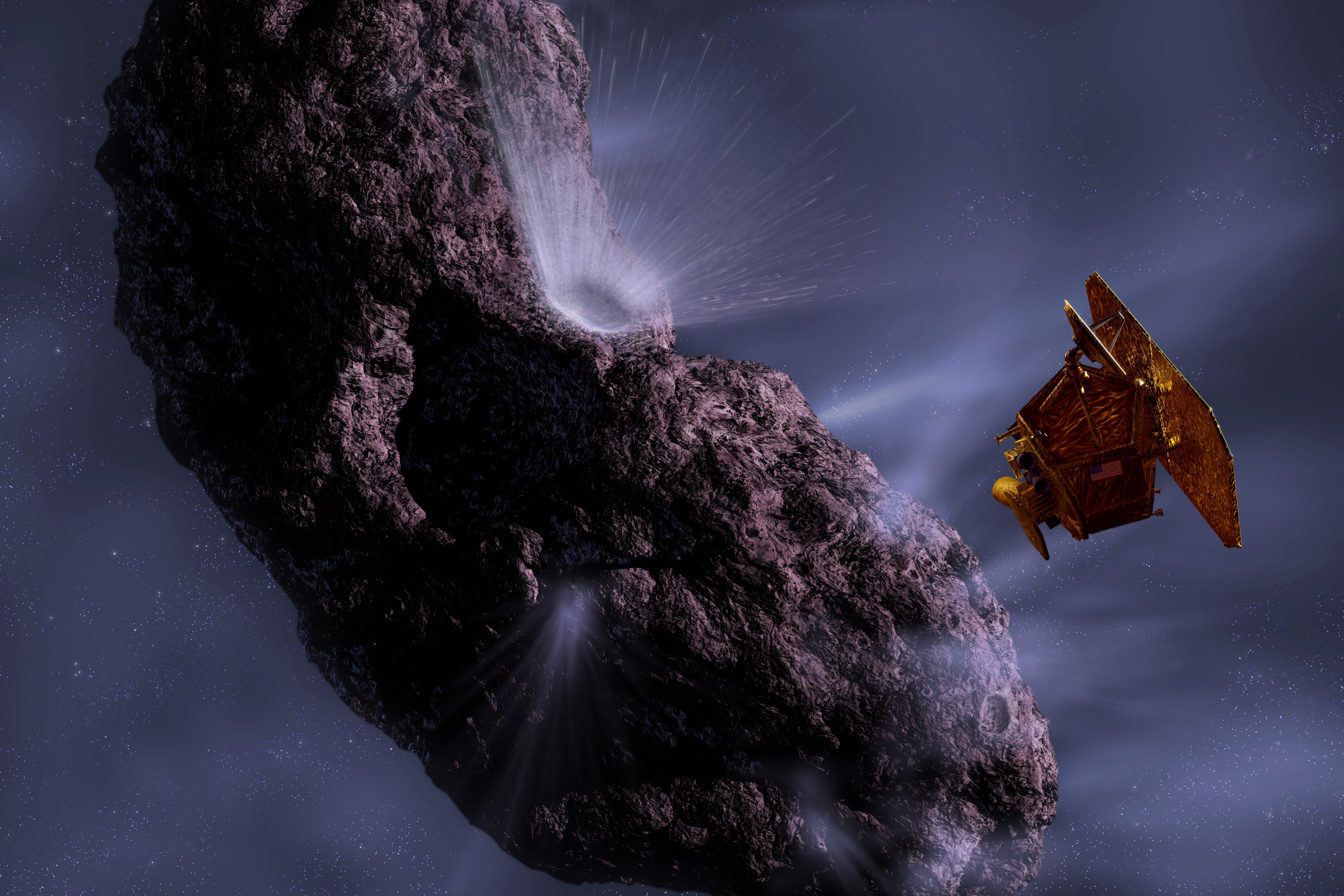
عرض فنان لمركبة الفضاء ديب إمباكت التابعة لناسا بجوار المذنب تمبل 1

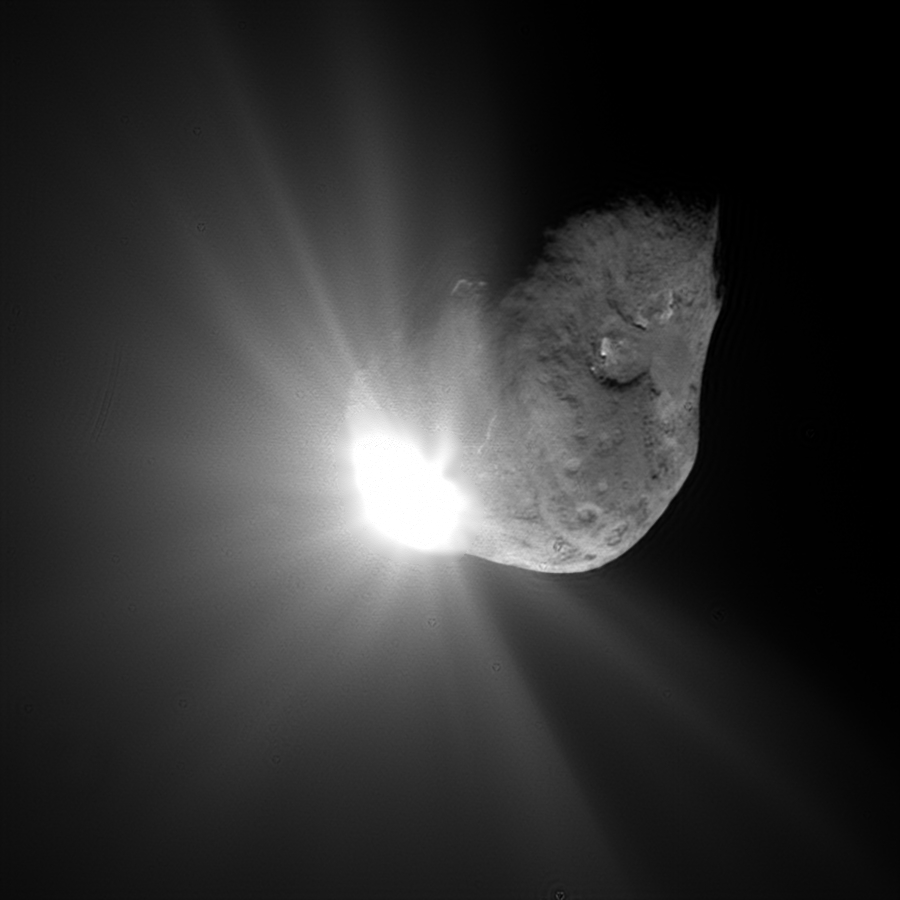
تحطم ديب إمباكت في كوميت تمبل 1 في يوليو 2005 (تم تصويره من مركبة فضائية مرافقة)، وهو مثال لتقنية يمكن أن تغير مسار الأجسام القريبة من الأرض.

عندما لا يزال الكويكب بعيدًا عن الأرض، فإن إحدى وسائل تحويل الكويكب هي تغيير زخمه مباشرة عن طريق اصطدام مركبة فضائية بالكويكب، كلما ابتعدنا عن الأرض أصبحت قوة التأثير المطلوبة أصغر، على العكس من ذلك، كلما اقترب جسم قريب من الأرض (NEO) وقت اكتشافه، زادت القوة المطلوبة لجعله ينحرف عن مسار اصطدامه بالأرض أقرب إلى الأرض، فإن تأثير مركبة فضائية ضخمة هو حل ممكن لتصادم قريب من الأجسام القريبة من الأرض.
في عام 2005، في أعقاب المهمة الأمريكية الناجحة التي حطمت مسبارها ديب إمباكت في المذنب تمبل 1، أعلنت الصين عن خطتها لنسخة أكثر تقدمًا: هبوط مسبار مركبة فضائية على جسم صغير قريب من الأرض من أجل دفعه بعيدًا عن مساره، في العقد الأول من القرن الحادي والعشرين، بدأت وكالة الفضاء الأوروبية (ESA) في دراسة تصميم مهمة فضائية تُدعى دون كيخوت، والتي إذا تم نقلها جواً ستكون أول مهمة لانحراف كويكب مقصودة على الإطلاق. أظهر فريق المفاهيم المتقدمة التابع لوكالة الفضاء الأوروبية أيضًا من الناحية النظرية أنه يمكن تحقيق انحراف لـ 99942 أبوفيس عن طريق إرسال مركبة فضائية تزن أقل من طن للتصادم على الكويكب.
حددت وكالة الفضاء الأوروبية أصلاً اثنين من الأجسام القريبة من الأرض كأهداف محتملة لمهمتها (Quijote): الهدف الأول (2002 AT4) و (10302) 1989 ML كهدف ثاني لا يمثل أي من الكويكبين تهديدًا للأرض في دراسة لاحقة، تم اختيار اثنين من الاحتمالات المختلفة: كويكبات آمور (2003 SM84) و 99942 أبوفيس، هذا الأخير له أهمية خاصة للأرض لأنه سيقترب عن كثب في عامي 2029 و 2036، وفي عام 2005 أعلنت وكالة الفضاء الأوروبية في المؤتمر السنوي الرابع والأربعين لعلوم القمر والكواكب أنه سيتم دمج مهمتها في مهمة مشتركة بين وكالة الفضاء الأوروبية ووكالة ناسا لتقييم تأثير وانحراف الكويكبات (AIDA)، المقترحة للفترة 2019-2022، سيكون الهدف المحدد لـ (AIDA) هو كويكب ثنائي، بحيث يمكن أيضًا ملاحظة تأثير الانحراف من الأرض عن طريق توقيت فترة دوران الزوج الثنائي. هدف (AIDA) الجديد، أحد مكونات الكويكب الثنائي 65803 ديديموس، سوف يتأثر بسرعة 22530 كم / ساعة (14000 ميل في الساعة).
ذكر تحليل أجرته وكالة ناسا لبدائل الانحراف، الذي أجري في عام 2007، أن الارتطامات الحركية غير النووية هي النهج الأكثر نضجًا ويمكن استخدامها في بعض سيناريوهات الانحراف (التخفيف)، خاصة بالنسبة للأجسام القريبة من الأرض التي تتكون من جسم صلب واحد صغير.

## حالة التمويل
مؤسسة (B612) هي مؤسسة خاصة غير ربحية في ولاية كاليفورنيا 501 (c) (3)، المساهمات المالية لمؤسسة (B612) معفاة من الضرائب في الولايات المتحدة، مكاتبها الرئيسية في ميل فالي - كاليفورنيا كانوا موجودين سابقًا في تيبورون - كاليفورنيا.
لم يتم جمع الأموال بشكل جيد لـ (B612) اعتبارًا من يونيو 2015 بهدف عام يتمثل في جمع 450 مليون دولار أمريكيبالنسبة للمشروع، جمعت المؤسسة حوالي 1٫2 مليون دولار أمريكيفي عام 2012 و 1٫6 مليون دولار أمريكيفي عام 2013.

## اسم المؤسسة
تم تسمية مؤسسة (B612) تكريما لكويكب منزل البطل المسمى من أسطورة أنطوان دو سانت إكزوبيري الفلسفية الأكثر مبيعًا عن (الأمير الصغير)، في أوائل سنوات الطيران في العشرينيات من القرن الماضي، قامت سيانت إكسوبيري بهبوط اضطراري على قمة ميسا أفريقية مغطاة بأصداف من الحجر الجيري الأبيض المسحوق يتجول في ضوء القمر، ركل صخرة سوداء وسرعان ما استنتج أنها كانت نيزكًا سقط من الفضاء.
ساهمت هذه التجربة لاحقًا، في عام 1943 في إنشائه الأدبي للكويكب (B-612) في حكايته الفلسفية عن أمير صغير سقط على الأرض، مع اقتباس اسم كوكب الأرض،  من إحدى طائرات البريد سانت إكزوبيري، ذات مرة طار ويحمل علامة التسجيل (A-612).
أيضًا مستوحى من القصة كويكب اكتشف في عام 1993، على الرغم من عدم تحديده على أنه يشكل أي تهديد للأرض، اسمه 46610 بيسيكس دوز (الجزء العددي من التعيين ممثل بالنظام السداسي العشري "B612"، بينما الجزء النصي بالفرنسية لـ «B ستة»، «اثني عشر»). بالإضافة إلى ذلك، سمي قمر صغير الحجم يدعى الأمير الصغير، والذي تم اكتشافه في عام 1998، جزئيًا على اسم الأمير الصغير.